# ماکارنا گارسیا
ماکارنا گارسیا (اسپانیایی: Macarena García‎؛ زادهٔ ۲۶ آوریل ۱۹۸۸) بازیگر اهل اسپانیا است. وی دانش‌آموختۀ رشتۀ روان‌شناسی در دانشگاه مستقل مادرید است و از سال ۲۰۰۸ میلادی تاکنون مشغول فعالیت بوده‌است.
از فیلم‌ها یا مجموعه‌های تلویزیونی که وی در آن‌ها نقش داشته‌است، می‌توان به سفیدبرفی، با وجود همه‌چیز، مدرسه شبانه‌روزی و درختان نخل در برف اشاره نمود.